# Dai Dower
David William "Dai" Dower MBE (Abercynon, 20 de junho de 1933 - 1 de agosto de 2016) foi um boxeador galês, ex-campeão do Império Britânico na categoria peso mosca e um dos mais bem sucedidos pugilistas galeses de todos os tempos.
Morreu em 1 de agosto de 2016, aos 83 anos. 